# The Day Before
The Day Before è stato un videogioco multigiocatore di sparatutto in terza persona a estrazione, di genere survival horror; annunciato nel 2021, è stato sviluppato dalla Fntastic, un'azienda russa fondata nel 2015 dai fratelli Ėduard e Ajsen Gotovcev (in russo Готовцев?), e pubblicato su Steam in accesso anticipato dalla Mytona per Microsoft Windows, il 7 dicembre 2023. Il gioco è ambientato in un futuro post-apocalittico, dove il mondo è stato invaso dagli zombi; il giocatore si risveglia a New Fortune City, sulla East Coast, e si unisce agli altri sopravvissuti per fondare una colonia e ricostruire la società umana.
Fin dal suo annuncio, il gioco è stato sottoposto a un lungo processo di sviluppo tale da portare dubbi sulla sua esistenza, ed è stato segnato da dispute legali ai danni di Fntastic, tra cui accuse di plagio, falsa pubblicità e favoreggiamento di lavori abusivi, accuse negate dai fondatori. Alla sua uscita, The Day Before è stato stroncato dalla critica a causa dei problemi critici e la mancanza di creatività. Quattro giorni dopo, il gioco è stato rimosso da Steam (i server sono rimasti aperti fino al mese successivo) e Fntastic ha chiuso a causa di un fallimento finanziario.

## Sviluppo e uscita
The Day Before è stato annunciato inizialmente a gennaio 2021 con un piccolo trailer che mostrava le meccaniche basi del gioco: tra le caratteristiche del trailer figuravano un gameplay open world e un realismo incrementato. Il 15 ottobre 2021, Fntastic ha annunciato il 21 giugno 2022 come data d'uscita iniziale. Il 5 maggio 2022, un mese prima di tale data, il gioco ha subito un primo rinvio (verso il 1º marzo 2023) a causa del cambio di motore da Unreal Engine 4 a Unreal Engine 5.
A giugno 2022, Fntastic ha annunciato di diventare un'organizzazione composta da "volontari" pagati e non pagati: i primi venivano pagati a tempo pieno, mentre gli altri venivano compensati con "certificati di partecipazione" e codici gratuiti.
A gennaio 2023, The Day Before è stato ritirato da Steam per questioni legali riguardo al titolo del gioco: Fntastic ha infatti dichiarato di essere messa in causa dallo sviluppatore di TheDayBefore, un'applicazione di calendari.
Dopo un altro ritardo, i fratelli Gotovcev hanno dichiarato alla IGN di aver programmato un trailer di 10 minuti di gameplay; inoltre, rifiutavano ogni accusa di falsa pubblicità, dichiarando di essere estranei a ogni crowdfunding, donazioni o pre-ordini. Tale trailer è uscito il 2 febbraio 2023. Poco dopo, però, Fntastic ha cancellato tutti i video dal proprio canale YouTube riguardo The Day Before a causa di accuse di plagio da parte di terze parti. Il 1º novembre 2023, è stato annunciato che The Day Before sarebbe uscito su Steam in accesso anticipato il 7 dicembre 2023, ma il gioco era diventato ormai bersaglio di falsa pubblicità, infrazioni di copyright, lavori non pagati e persino produzione millantata a causa di asset flip tenuti nascosti per anni. Tali accuse sono state ripetutamente respinte dalla Fntastic, come mostrato in un post su X pubblicato il 4 dicembre 2023.
L'11 dicembre, quattro giorni dopo il lancio di The Day Before, Fntastic ha annunciato la chiusura, dichiarando che il gioco ha subito un fallimento finanziario. The Day Before è stato rimosso da Steam nello stesso giorno, con i server chiusi definitivamente il mese dopo, il 22 gennaio 2024.
A seguito dell'uscita, un ex-impiegato della Fntastic ha dichiarato che i fratelli Gotovcev controllavano ogni aspetto dello sviluppo del gioco, implementando "tante idee stupide" e minacciando di licenziare i dipendenti alla minima obiezione (si racconta, infatti, che uno dei dipendenti aveva segnalato un bug, venendo licenziato per tutta risposta). Tra i dipendenti, figuravano giovani dall'Europa dell'est quasi senza paga.

## Accoglienza
| Testata        | Giudizio |
| -------------- | -------- |
| IGN            | 1/10     |
| multiplayer.it | 2/10     |

Alla sua uscita in accesso anticipato, IGN ha stroncato in pieno il gioco sotto vari aspetti, dichiarandolo "completamente deludente" e "certamente uno dei peggiori giochi mai giocati". Ed Nightingale di Eurogamer ha dichiarato: la "sequenza dei fotogrammi è terribile, e la città sembra senz'anima". Rick Lane di GamesRadar+ ha dichiarato: "non ci sono idee sensate, meccaniche distintive, scelte stilistiche, e certamente personaggi compatibili."
The Day Before ha ricevuto un'accoglienza "estremamente negativa" su Steam, con i giocatori che hanno criticato l'assenza dell'intelligenza artificiale, di un design su scala mondiale e del combattimento ravvicinato, oltre che a gravi problemi tecnici; inoltre, al contrario di quanto fosse stato annunciato in precedenza, il gioco non è un MMO, ma uno sparatutto a estrazione. Il gioco ha perso l'80% dei giocatori al secondo giorno, e il 96% al terzo.